# Daniel Boemle
Daniel Christian Manuel Boemle (* 7. November 1960 in Bern; † 21. Februar 2007 in Les Ponts-de-Martel), auch Dänu Boemle, Sleepy Dan oder Öml, war von 1988 bis 1994 ein bekannter Moderator des Schweizer Radiosenders DRS 3. Daneben betätigte er sich als Sänger, Autor, DJ, Kulturvermittler und Maler.

## Leben
Boemles zeichnerisches Flair zeichnete sich schon früh ab. Im Alter von 22 Jahren bezog er dann sein erstes Atelier in einem alten Bauernhaus nahe Bern. In dieser Zeit hatte Boemle eine Art Lehrer, seinen Nachbarn, den asketisch lebenden Kirchenfenster-Künstler Werner Schwarz.
Für die Moderatorenstelle bei Radio DRS 3 hat Boemle sich 1988 angeblich beworben, als er „völlig abgebrannt“ war. In den Achtziger- und Neunzigerjahren gehörte Boemle zu den prägenden Radiomoderatoren; er ist – neben Reeto von Gunten und François Mürner – eine der bekanntesten Radiolegenden des öffentlichen Senders DRS 3. Seine künstlerische Aktivität trat in dieser Zeit in den Hintergrund. Boemle kündigte 1994 mit dem Ziel, wieder Maler zu sein.
Boemle war ausserdem Resident-DJ in verschiedenen Clubs um Basel, wo – laut seinen eigenen Angaben – sein Geschmack für Funk und Jazz geschätzt wurde. Er betätigte sich auch als Sänger und (künstlerischer) Fotograf.
Boemle hat viele Jahre an AIDS gelitten und entschied sich schliesslich, mit Unterstützung einer Sterbehilfe-Organisation aus dem Leben zu scheiden.
Seit 2003 lebte er in Les Ponts-de-Martel im Neuenburger Jura, wo er auch beigesetzt ist.